# Municipio de San Bartolo Yautepec
El municipio de San Bartolo Yautepec (del náhuatl: yauir, tepetl ‘cerro, en’‘En el cerro’) es uno de los 570 municipios que conforman al estado mexicano de Oaxaca. Pertenece al distrito de Yautepec, dentro de la región sierra sur. Su cabecera es la localidad de San Bartolo Yautepec.

## Geografía
El municipio abarca 68.51 km² y se encuentra a una altitud promedio de 860 m s. n. m., oscilando entre 1600 y 400 m s. n. m.

## Demografía
De acuerdo al último censo, realizado por el INEGI en 2010, en el municipio habitan 655 personas, repartidas entre 4 localidades.